# Jerzy Brzęczek
Jerzy Józef Brzęczek (ur. 18 marca 1971 w Truskolasach) – polski piłkarz i trener piłkarski, reprezentant Polski, srebrny medalista olimpijski z 1992. W latach 2018–2021 selekcjoner reprezentacji Polski w piłce nożnej. Od 8 sierpnia 2025 selekcjoner reprezentacji Polski U-21.

## Kariera

### Kariera klubowa
Treningi rozpoczął w Olimpii Truskolasy, następnie został graczem Rakowa Częstochowa. Potem grał kolejno w Olimpii Poznań, Lechu Poznań (mistrzostwo Polski), Górniku Zabrze, GKS Katowice, Tirolu Innsbruck (dwukrotnie mistrzostwo Austrii), LASK Linz, Maccabi Hajfa, Sturmie Graz, FC Kärnten oraz Wackerze Innsbruck. Latem 2007, po dwunastu latach gry poza krajem, podpisał roczny kontrakt z Górnikiem Zabrze, który 15 kwietnia 2008 przedłużono o kolejny rok. W styczniu 2009 rozwiązał kontrakt z klubem i na zasadzie wolnego transferu przeszedł do Polonii Bytom, gdzie był grającym asystentem trenera Marka Motyki. Latem 2009 zakończył karierę.

### Kariera reprezentacyjna
W seniorskiej reprezentacji Polski A zadebiutował w 1992. Rozegrał w niej 42 oficjalne spotkania międzypaństwowe, zdobywając cztery bramki. W kilku meczach pełnił funkcję kapitana drużyny narodowej. Był również kapitanem kadry olimpijskiej, która w 1992 na Letnich Igrzyskach w Barcelonie wywalczyła srebrny medal.

#### Gole w reprezentacji
| Lp. | Data                 | Miejsce                                      | Występ | Przeciwnik | Gol na | Wynik | Rozgrywka   |
| --- | -------------------- | -------------------------------------------- | ------ | ---------- | ------ | ----- | ----------- |
| 1.  | 17 marca 1993        | Estádio Santa Cruz, Ribeirão Preto, Brazylia | 10     | Brazylia   | 1:0    | 2:2   | towarzyski  |
| 2.  | 17 maja 1994         | Stadion GKS, Katowice, Polska                | 20     | Austria    | 2:2    | 3:4   | towarzyski  |
| 3.  | 10 października 1998 | Stadion Wojska Polskiego, Warszawa, Polska   | 36     | Luksemburg | 1:0    | 3:0   | el. ME 2000 |
| 4.  | 27 marca 1999        | Stadion Wembley, Londyn, Anglia              | 39     | Anglia     | 1:2    | 1:3   | el. ME 2000 |

### Kariera trenerska
Na początku lutego 2010 został pierwszym trenerem Rakowa Częstochowa. Po serii nieudanych meczów umowa z klubem została rozwiązana 3 listopada 2014, na prośbę głównego sponsora.
17 listopada 2014 objął funkcję trenera Lechii Gdańsk, a 1 września 2015 został zwolniony. 
Następnie od końca września 2015 był szkoleniowcem GKS Katowice. 20 maja 2017, po przegranym meczu z MKS Kluczbork i utracie szans awansu do ekstraklasy, podał się do dymisji. 
11 lipca 2017 został trenerem Wisły Płock.  
2 lipca 2018 ogłoszono go selekcjonerem reprezentacji Polski. Oficjalna prezentacja trenera odbyła się 23 lipca 2018, a 1 sierpnia 2018 faktycznie objął on tę funkcję. W jego selekcjonerskim debiucie, 7 września 2018 „biało-czerwoni” zremisowali 1:1 w Bolonii z Włochami w inauguracyjnym spotkaniu pierwszej edycji Ligi Narodów UEFA. 18 stycznia 2021 mimo awansu na Euro 2020 został zwolniony ze stanowiska selekcjonera. 
Ponad rok później, a dokładniej 14 lutego 2022 objął stanowisko trenera Wisły Kraków. W jego pierwszym sezonie, Wisła spadła z Ekstraklasy. 1 czerwca 2022 roku poinformowano o przedłużeniu kontaktu przez klub z trenerem do końca czerwca 2023, z opcją przedłużenia o 12 miesięcy w przypadku awansu z pierwszej ligi. 3 października 2022 przestał pełnić funkcję trenera krakowskiej Wisły.  
8 sierpnia 2025 został ogłoszony nowym selekcjonerem reprezentacji Polski do lat 21. 

### Kariera medialna
Jeszcze jako piłkarz Górnika Zabrze był ekspertem Polsatu podczas Mistrzostw Europy 2008, następnie komentował mecze Ekstraklasy w Canal+ Sport.  
W 2022, gdy był wolnym trenerem został ekspertem TVP Sport na Mistrzostwa Świata w Katarze.  

## Sukcesy

### Klubowe
Lech Poznań
- Mistrzostwo Polski: 1993

Tirol Innsbruck
- Mistrzostwo Austrii: 2001, 2002

Maccabi Hajfa
- Wicemistrzostwo Izraela: 2000
- Finalista Toto Cup: 2000

### Reprezentacyjne
- Piłka nożna na letnich igrzyskach olimpijskich 1992: 2. miejsce
- Eliminacje Mistrzostw Europy w Piłce Nożnej 2020: 1. miejsce w grupie G, awans na mistrzostwa (jako selekcjoner)

## Statystyki kariery

### Trener
Aktualne na 30 sierpnia 2022.
| Zespół            | Od                | Do                  | Statystyka | Statystyka | Statystyka | Statystyka | Statystyka |
| Zespół            | Od                | Do                  | M          | W          | R          | P          | % W        |
| ----------------- | ----------------- | ------------------- | ---------- | ---------- | ---------- | ---------- | ---------- |
| Raków Częstochowa | 9 lutego 2010     | 4 listopada 2014    | 171        | 57         | 50         | 64         | 33,33      |
| Lechia Gdańsk     | 17 listopada 2014 | 1 września 2015     | 30         | 11         | 9          | 10         | 36,67      |
| GKS Katowice      | 28 września 2015  | 21 maja 2017        | 56         | 25         | 14         | 17         | 44,64      |
| Wisła Płock       | 11 lipca 2017     | 12 lipca 2018       | 38         | 17         | 6          | 15         | 44,74      |
| Polska            | 1 sierpnia 2018   | 18 stycznia 2021    | 24         | 12         | 5          | 7          | 50,00      |
| Wisła Kraków      | 14 lutego 2022    | 3 października 2022 | 27         | 7          | 10         | 10         | 25,93      |
| Łącznie           | Łącznie           | Łącznie             | 346        | 129        | 96         | 123        | 37,28      |

## Książki
W 2020 roku pojawiła się książka "W grze", napisana przez Małgorzatę Domagalik. Publikacja stanowi biograficzne spojrzenie na życie i karierę Brzęczka, zarówno w roli piłkarza, jak i trenera, ze szczególnym uwzględnieniem jego kadencji jako selekcjonera reprezentacji Polski w piłce nożnej w latach 2018–2021.
Książka opowiada o trudnościach i wyzwaniach, z jakimi Brzęczek musiał się zmierzyć po objęciu stanowiska selekcjonera, w tym o hejcie, agresji i krytyce ze strony mediów i środowiska piłkarskiego. Domagalik przedstawia Brzęczka jako postać zmagającą się nie tylko z presją sportową, ale i społeczną, przy tym ukazując jego życie prywatne i relacje z najbliższymi.
W książce głos zabierają nie tylko Jerzy Brzęczek, ale również jego rodzina, przyjaciele oraz znane postacie ze świata piłki nożnej, w tym Kuba Błaszczykowski, Zbigniew Boniek i inni. Publikacja ta stanowi kompleksowe spojrzenie na życie i karierę Brzęczka, pokazując go nie tylko jako trenera, ale i człowieka.

## Życie prywatne
Syn Jerzego Brzęczka, Robert, jest młodzieżowym reprezentantem Polski. Brzęczek jest wujem innego polskiego piłkarza, Jakuba Błaszczykowskiego.